# Phytomyza suwai
Phytomyza suwai är en tvåvingeart som beskrevs av Hiroaki Iwasaki 1996. Phytomyza suwai ingår i släktet Phytomyza och familjen minerarflugor. Inga underarter finns listade i Catalogue of Life.